# Барон Сина Млађи
Ђорђе Симон барон Сина (грч. Γεώργιος Σίνας, 1783, Ниш — 1856, Беч) је био богати аустријски банкар и предузетник грчког порекла. Отац му је био барон Сина Старији.

## Биографија
Сина Млађи потиче из познате трговачке фамилије грчко-цинцарског порекла. Заједно са оцем Сина Старијем дошао је око 1800. у Беч. Капитал фамилије инвестирао је у разне саобраћајне пројекте попут речне трговачке флоте или дунавских мостова, те и у индустрију попут нежидерске папирне индустрије (данас Mondi Group). Његов највећи конкурента била је породица Ротшилд. Сина Млађи је важио за најбогатијег човека Аустријског царства после Саломона Ротшилда.
За време Наполеонских ратова давао је повољне кредите Аустријској царевини и стекао је велике поседе у Мађарској, Чешкој и Аустрији.
Сина је даровао државну благајну новоосноване грчке државе и био је њен амбасадор у Бечу. На земљишту у Раполтенкирхен (Rappoltenkirchen), данас Зигхартскирхен (Sieghartskirchen), дао је од Теофила Ханзена изградити маузолеј за вожда грчког устанка Александра Ипсилантиса, дворац на земљишту поклонио је његовој фамилији. Његов син барон Симон окренуо се науци и филозофији и финансирао је оснивање Синине академије у Атини тј. модерне Атинске академије. 
Сечењијев ланчани мост у Будимпешти је изграђен његовом заслугом.